# Sallatsipomea
Sallatsipomea (Ipomoea aquatica), på svenska även vattenspenat och morning glory, är en ört i familjen vindeväxter, ursprungligen från tropiska Asien. Växer i träskområden, diken, dammar och risfält. 
Ettårig till flerårig, krypande eller flytande ört. Stjälkarna är kraftiga, ihåliga. Blad varierande, ovala till lansettlika, 3,5–17 cm långa, 0,9–8,5 cm breda, kala eller (sällsynt) håriga. Blomställningar i bladvecken med 1–3 (-5) blommor. Blommor vita, rosa eller lila, oftast med mörk basfläck, trattlika, 3,5–5 cm.
Sallatsipomea odlas som bladgrönsak. Man skiljer mellan två olika sorter beroende på hur de odlas, i vatten eller på land. Bladen har en tilltalande smak och används som spenat och råkost. Snabbstekt sallatsipomoea är en delikatess. Odlas helst under fiberduk, i bänk och dylikt. Arten är mycket frostkänslig.
Ibland används kangkong, som är det transkriberade kinesiska namnet, oegentligt som om det vore ett sortnamn.

## Synonymer
- Convolvulus repens Vahl, 1790 nom. illeg.
- Ipomoea repens Roth, 1821
- Ipomoea reptans Poiret, 1813
- Ipomoea subdentata Miquel, 1857